# The Mating Season
The Mating Season é um filme estadunidense de 1951, do gênero comédia, dirigido por Mitchell Leisen e estrelado por Gene Tierney e John Lund. É estrelado por Gene Tierney, John Lund, Miriam Hopkins e Thelma Ritter, que foi indicada ao Oscar e ao Globo de Ouro de Melhor Atriz Coadjuvante por sua atuação.

## Sinopse
Com problemas no banco, a viúva Ellen McNulty vende sua barraca de hambúrguer e decide viver junto do filho Val, que mora em Meridian, Ohio. Ela chega no dia do casamento dele e é confundida pela noiva Maggie, que julga ser ela a cozinheira contratada para a festa pós-cerimônia. Ellen resolve levar a farsa adiante para não envergonhar o filho e tem de se haver com a esnobe Fran, a mãe de Maggie, e também com o filho do patrão de Val, o malandro George Kalinger, Jr., que quer se aproveitar dele.

## Elenco
| Ator/Atriz       | Personagem           |
| ---------------- | -------------------- |
| Gene Tierney     | Maggie Carleton      |
| John Lund        | Val McNulty          |
| Miriam Hopkins   | Fran Carleton        |
| Thelma Ritter    | Ellen McNulty        |
| Jan Sterling     | Betsy                |
| Larry Keating    | George Kalinger, Sr. |
| James Lorimer    | George Kalinger, Jr. |
| Gladys Hurlbut   | Senhora Conger       |
| Cora Witherspoon | Senhora Williamson   |
| Malcolm Keen     | Senhor Williamson    |
| Ellen Corby      | Annie                |

## Principais premiações
| Prêmio             | Categoria                                | Situação                  |
| ------------------ | ---------------------------------------- | ------------------------- |
| Oscar              | Melhor Atriz Coadjuvante (Thelma Ritter) | Indicado                  |
| Festival de Berlim | Melhor Comédia                           | Vencedor (Urso de Bronze) |
| Golden Globe       | Melhor Atriz Coadjuvante (Thelma Ritter) | Indicado                  |